# Нові пригоди Попелюшки
Нові пригоди Попелюшки — мультфільм 2007 року.

## Сюжет
Зберігати рівновагу між Добром і Злом в Чарівній країні казок виявляється не так вже й просто. Головний Чарівник, повелитель всіх казок і відповідальний за щасливий кінець кожної з них, вирішив узяти невеликий «тайм-аут» — поїхати відпочити і пограти в гольф до Шотландії. Замість себе він залишає два своїх помічників — Манка і Мамбо, стежити за тим, щоб всі казки йшли своєю чергою і закінчувалися щасливо. Попелюшка, типова казкова героїня, дружить з палацовим посудомийником Ріком, який у неї закоханий, але все одно мріє танцювати на балу в цей вечір лише з Принцем.